# Anthophora tridentella
Anthophora tridentella är en biart som beskrevs av Hermann Priesner 1957. Den ingår i släktet pälsbin och familjen långtungebin. Inga underarter finns listade i Catalogue of Life.

## Beskrivning
Arten är ett litet bi, med en kroppslängd på 7,5 till 8 mm, och en huvudbredd knappt under 3,5 mm. Grundfärgen är svart, även om hanen har en blekgul ansiktsmask; hos honan är enbart överläppen (labrum), käkarna (utom de röda spetsarna) och de främre delarna av munskölden (clypeus) blekgula. Ansiktet har dessutom, hos båda könen, blekgul behåring. Mellankroppen och bakkroppen har gråvit päls, hos honan med en dragning åt gult på mellankroppen, dessutom med en kudde med svarta hår i mitten av den femte tergiten (segmenten på bakkroppens ovansida kallas så). Bakkanterna på tergiterna har ett likaledes vitt hårband, men det gör liten skillnad mot den övriga pälsen och ger endast en vag, randig effekt.

## Ekologi och utbredning
Som alla i släktet är Anthophora tridentella ett solitärt bi och en skicklig flygare som föredrar torrare klimat.  Arten förekommer i Egypten där den flyger i april, och antas förekomma i flera, lokala populationer.